# Saint-Benoît-la-Chipotte
Saint-Benoît-la-Chipotte é uma comuna francesa na região administrativa de Grande Leste, no departamento de Vosges. Estende-se por uma área de 20,77 km². Em 2010 a comuna tinha 437 habitantes (densidade: 21 hab./km²).